# Josef Káles
Josef Káles (* 31. května 1989) je politolog a marketér. Věnuje se strategiím a copywritingu kampaní a značek ve studiu Psanci s.r.o. - případem je práce na volebních kampaních pro hejtmana Jana Grolicha, senátora Břetislava Rychlíka nebo senátora Zdeňka Papouška. V letech 2018-2022 byl radním města Chrudim za volební uskupení Chrudimáci (koalice nezávislých, TOP 09 a Svobodných), předchozí čtyři roky byl také zastupitelem města Chrudim.

## Život
Absolvoval Gymnázium Josefa Ressela v Chrudimi a následně vystudoval obor politologie a žurnalistika na Fakultě sociálních studií Masarykovy univerzity (promoval v roce 2014 a získal titul Mgr.). Byl také členem týmu europoslance Petra Macha, předsedy Svobodných.
Působil na pozici stratéga v designovém studiu Davida Geče, později B tým. Pracoval na strategiích značek a organizací - jako jsou například TRL Space, Znovín Znojmo nebo Dům pro Julii.
V roce 2024 založil brandingové studio Psanci.

## Politické působení
Josef Káles se definuje jako klasický liberál.
Zajímá se nejen o komunální politiku, ale také i o zahraničí. Veřejně podpořil libertariánského kandidáta na prezidenta, Garyho Johnsona.
Ve volbách do Poslanecké sněmovny PČR v roce 2017 byl lídrem Svobodných v Pardubickém kraji, ale neuspěl. V polovině listopadu rezignoval na funkci místopředsedy strany, Svobodné následně v roce 2018 opustil a vymezil se proti jejich směřování k národovectví a „politice strachu“. V říjnu obhájil mandát zastupitele města Chrudimi jakožto kandidát bez politické příslušnosti na kandidátní listině volebního uskupení Chrudimáci (koalice nezávislých, TOP 09 a Svobodných).
Téhož roku v listopadu byl zvolen zastupitelstvem jako radní města Chrudim.